# Sacred Heart (Minnesota)
Sacred Heart es una ciudad ubicada en el condado de Renville en el estado estadounidense de Minnesota. En el Censo de 2010 tenía una población de 548 habitantes y una densidad poblacional de 213,94 personas por km².

## Geografía
Sacred Heart se encuentra ubicada en las coordenadas 44°46′54″N 95°21′3″O / 44.78167, -95.35083. Según la Oficina del Censo de los Estados Unidos, Sacred Heart tiene una superficie total de 2.56 km², de la cual 2.56 km² corresponden a tierra firme y (0%) 0 km² es agua.

## Demografía
Según el censo de 2010, había 548 personas residiendo en Sacred Heart. La densidad de población era de 213,94 hab./km². De los 548 habitantes, Sacred Heart estaba compuesto por el 98.54% blancos, el 0.18% eran afroamericanos, el 0.91% eran amerindios, el 0% eran asiáticos, el 0% eran isleños del Pacífico, el 0.36% eran de otras razas y el 0% pertenecían a dos o más razas. Del total de la población el 9.12% eran hispanos o latinos de cualquier raza.